# Symploce gigas
Symploce gigas är en kackerlacksart som beskrevs av Asahina 1979. Symploce gigas ingår i släktet Symploce och familjen småkackerlackor.

## Underarter
Arten delas in i följande underarter:
- S. g. gigas
- S. g. okinawana